# Isabella Bryld Obaze
Isabella Bryld Obaze, född den 30 oktober 2002, är en dansk fotbollsspelare. Hon representerar Portland Thorns och det danska landslaget.

## Biografi
Obaze inledde sin seniorkarriär i KoldingQ år 2018. Hon har även spelat för HB Køge och FC Rosengård innan hon 2024 flyttade till Portland Thorns för spel i National Women's Soccer League. Hon har även representerat det danska damlandslaget där hon debuterade 2022.